# Actinotaenium diplosporum
Actinotaenium diplosporum  là một loài Song tinh tảo trong họ Desmidiaceae, thuộc chi Actinotaenium.